# Entrevista de trabajo

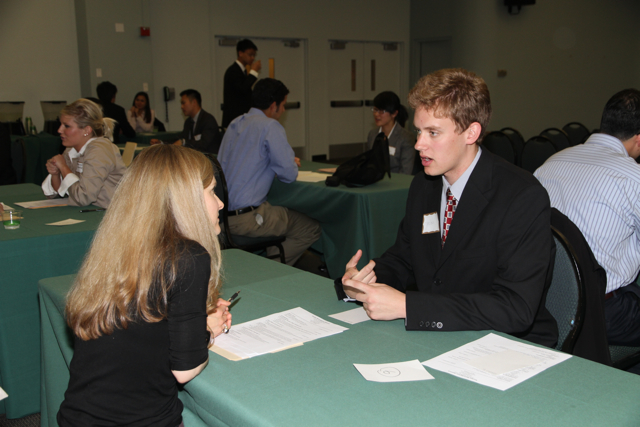
Entrevista de trabajo

Una entrevista de trabajo es una conversación entre un solicitante de empleo y un representante de un empleador que se lleva a cabo para evaluar si el solicitante debe ser contratado. Las entrevistas son una de las herramientas más utilizadas para la selección de empleados. Las entrevistas varían en la medida en que las preguntas estén preparadas y estructuradas, desde una conversación totalmente informal y desestructurada hasta una entrevista completamente estructurada en la que se le hace al solicitante una lista predeterminada de preguntas en un orden específico. Las entrevistas estructuradas suelen ser predictores más precisos de qué candidatos serán empleados adecuados.
Una entrevista de trabajo suele ser el último acto que precede a la decisión de contratación. Antes de la entrevista, generalmente, se realiza una evaluación de los currículos de los candidatos interesados y, a continuación, se selecciona un pequeño número de candidatos para las entrevistas. Las posibles oportunidades de entrevistas de trabajo pueden también incluir eventos de networking  y ferias de empleo. La entrevista de trabajo se considera una de las herramientas más útiles para evaluar a los empleados potenciales. También exige recursos significativos del empleador, pero se ha demostrado que es poco fiable para identificar a la persona óptima para el trabajo. Una entrevista también le permite al candidato evaluar la cultura corporativa y las demandas del trabajo.
Se pueden utilizar múltiples rondas de entrevistas de trabajo, u otros métodos de selección de candidatos, cuando hay muchos candidatos o el trabajo es particularmente  deseable. Las rondas anteriores, a veces llamadas "entrevistas de selección", pueden involucrar a menos personal de los empleadores y, por lo general, serán mucho más cortas y menos profundas. Un enfoque de entrevista inicial cada vez más común es la entrevista telefónica o por videoconferencia. Esto es especialmente habitual cuando los candidatos no viven cerca del empleador y tiene la ventaja de mantener un bajo coste para ambas partes. Una vez que todos los candidatos han sido entrevistados, el empleador generalmente selecciona a los candidatos más deseables y comienza la negociación de una oferta de trabajo.

## Objetivos

### Entrevistador
- Conocer las actitudes y comportamientos de la persona entrevistada
- Averiguar si el entrevistado es adecuado o idóneo para el puesto.
- Descubrir si puede, sabe y quiere ocupar el puesto.
- Predecir el rendimiento en el mismo, y cuales son sus expectativas.

### Entrevistado
- Demostrar que puede, sabe y quiere lo que requiere el perfil del puesto de trabajo.
- Transmitir su competencia laboral para el puesto.
- Probar que está realmente interesado.
- Causar una impresión positiva en el entrevistador.
- Lograr su objetivo, el puesto de trabajo.

## Preparación
El candidato debe venir con un mínimo de documentos: su CV, su carta de motivación, fotocopias de sus últimos diplomas, su identificación con foto, su tarjeta vital, su proyecto de fin de estudios, certificados de empleadores anteriores o certificado de trabajo, y posiblemente una copia del último recibo de pago (cuidado, comunicar esto al futuro empleador no siempre brinda una ventaja, pero sí puede ser bueno tenerlo contigo para empresas de trabajo temporal por ejemplo...).
El papel de la carta de presentación va mucho más allá de un simple documento informativo: constituye el marco de la historia del candidato y constituye, con el CV, el hilo conductor de la entrevista.
Proporcionar medios de comunicación: un teléfono móvil en caso de retraso (recuerde apagarlo antes de la entrevista). Las pequeñas y medianas empresas (PYME) a menudo se agrupan en la misma dirección para reducir los costos de alquiler. Por lo tanto, es necesario conocer el código de entrada (si corresponde), el piso (también), el nombre de la empresa, el nombre de la(s) persona(s) y su(s) función(es). Es importante conocer el nombre y función de la persona que lo recibirá; si no pudo obtener esta información de la persona con la que habló por teléfono al programar la cita, no dude en (re)llamar a la centralita/recepción para solicitar esta información, o solicitar que se la confirmen cuando llegue el día de la entrevista, siempre con la recepcionista-.
Cuando se trata de prepararse para una entrevista de trabajo, un ejercicio que está ganando popularidad en línea es la entrevista simulada.
Una entrevista simulada consiste en simular una entrevista con un entrenador de carrera. El consultor de contratación utiliza su experiencia para ayudar al candidato a tener éxito en su entrevista.

## Tipos de entrevista
Hay muchos tipos de entrevistas que las organizaciones pueden realizar. Sin embargo, lo que es igual en todos los tipos de entrevistas es la idea de la estructura. En general, la entrevista se puede estandarizar tanto con respecto al contenido (es decir, qué preguntas se hacen) como al proceso de evaluación (es decir, cómo se califican las respuestas de los solicitantes a las preguntas). Cuando una entrevista está estandarizada, aumenta la probabilidad de que las calificaciones de un entrevistado se deban a la calidad de sus respuestas en lugar de factores no relacionados con el trabajo y que a menudo distraen, como la apariencia. Se cree que la estructura de la entrevista es más adecuada como un continuo, que va desde completamente no estructurada hasta completamente estructurada. Sin embargo, la estructura a menudo se estudia como si tuviera solo tres categorías; es decir, estructurada, semiestructurada y no estructurada.

### Otros tipos de clasificación de entrevistas
Por la cantidad de personas que participan
- Individual o cerrada:

Estándar o formalizada, informal, de choque o tensión. También puede ser para verificar alguna cosa en concreto de las que figuran en el curriculum; por ejemplo: para saber si es cierto que el candidato habla inglés. Si se trata de un puesto importante puede haber, lógicamente, varias entrevistas individuales.
- Colectiva o abierta:

Varios entrevistadores. En este tipo de entrevista es bastante frecuente que haya un psicólogo de empresa.
- Entrevista de Panel: entrevista con dos o más entrevistadores.

Formatos especializados
- Entrevista de caso
- Entrevista de estrés
- Entrevista técnica

## Ventajas e inconvenientes
La buena utilización de la entrevista confiere a esta grandes ventajas tales como la posibilidad de indagar en aspectos no medibles ni observables por otras técnicas, o conocer personalmente al candidato. Posee, además, una gran flexibilidad en cuanto al tiempo que se puede dedicar y al número de personas que se pueden entrevistar por día, así como la gran cantidad de información que se puede recoger.
Pero presenta también diversos inconvenientes, sobre todo los relativos al alto coste que supone el tiempo necesario para su preparación, realización y análisis de la información (al igual que la mayoría de las técnicas cualitativas, pero sobre todo a la falta de preparación y formación en su utilización debido a su aparente facilidad, de manera que muchos empresarios o directivos se sienten capacitados para “preguntar” a los candidatos. La realidad, sin embargo, es que la técnica de entrevista es difícil y compleja, requiriéndose una gran capacitación y experiencia en su manejo.
Junto con estos inconvenientes, debemos señalar, además, su bajo nivel de generalización con respecto a otras pruebas de recogida de información sobre el comportamiento futuro de los candidatos (más baja que las pruebas profesionales, tests cognitivos, centros de evaluación o las referencias, por ejemplo). De hecho, en los distintos estudios psicométricos realizados en su aplicación en los procesos de selección de personal, se muestran coeficientes de fiabilidad y validez moderados. 
Una de las estrategias para superar tales carencias en cuanto a su validez sería formular las preguntas a modo de incidentes críticos ocurridos al candidato en otras experiencias anteriores (“cuéntenos una experiencia concreta sobre cómo resolvió un problema con un empleado”, por ejemplo), bajo el supuesto de que las conductas pasadas pueden predecir conductas futuras.

## Fases de la entrevista de selección
En el proceso de la entrevista de selección podemos señalar tres fases: inicial, desarrollo y cierre.

### Fase inicial
La fase inicial es de suma importancia en el proceso de entrevista. El objetivo en esta fase es incrementar la empatía (“rapport”) y reducir la ansiedad del candidato a entrevistar.
Así, por ejemplo, suele comenzar la conversación con una charla introductoria sobre algún tema no comprometido de manera que, aunque no sea muy relevante para el proceso selectivo, nos permita reducir la ansiedad del entrevistado.
Posteriormente, se explica de manera resumida el desarrollo de la entrevista. También se le pedirá permiso para grabar la conversación (si fuera el caso), así como se le informará de que durante el proceso iremos tomando algunas notas. 
Es cierto que el uso de instrumentos puede provocar ciertas distorsiones en el entrevistado; sin embargo, con entrevistadores altamente experimentados estas desaparecen en los primeros minutos. En cualquier caso, aunque se utilice grabadora, es conveniente tomar notas sobre aspectos no verbales.

### Fase de implementación
Tras esa fase inicial, se pasará de manera natural y espontánea a la segunda fase de desarrollo, en la que será el candidato quien ocupe la mayor parte del tiempo hablando.
En ella, se plantearán las preguntas sobre aspectos de interés para la empresa. Estas primeras preguntas se referirán a datos que contiene su currículum, ya que estas van a generar un bajo grado de ansiedad en el candidato y sus respuestas las tiene preparadas. El orden puede ser el mismo, pasando de los puntos básicos del currículum (formación y experiencia) a aspectos personales y familiares, a otros aspectos relacionados con sus aficiones o que consideremos de interés). 
Las primeras cuestiones (formación y experiencia) son de menor implicación personal, de manera que vamos paulatinamente aumentando su nivel conforme avanzamos en la entrevista. En este primer momento, las preguntas versarán sobre aspectos tales como su historial académico, éxitos y fracasos, carencias, compatibilización de los estudios con trabajos (remunerados o no remunerados), análisis de las empresas en las que ha trabajado (características de la empresa, tareas que realizaba, nivel de responsabilidad y autonomía, retribuciones, etc.).
Otras preguntas que podremos ir formulando después serán: datos biográficos y familiares, expectativas del puesto de trabajo, motivaciones para presentarse a la oferta, conocimiento de la empresa y aficiones e intereses. Sin embargo, no existen nunca dos procesos de entrevista idénticos, por lo que el entrevistador debe saber utilizar distintas estrategias para conseguir su objetivo.

### Fase de cierre
La última fase sería la de cierre, cuya dificultad estriba en cómo podemos cerrar una entrevista de manera no abrupta. 
En esta fase, además, se le debe ofrecer la posibilidad al candidato para que pregunte aquellas dudas que tenga sobre el proceso o el puesto en particular. 
Como en cualquier interacción social, los últimos momentos son importantes, por lo que deberemos finalizar la entrevista de manera amable y cordial, agradeciendo al candidato el tiempo que nos ha dedicado.
Al finalizar, es conveniente rellenar la ficha de la entrevista en la que recojamos puntos fuertes y débiles, a favor y en contra del candidato en cuestión, señalando si es idóneo para el puesto. Hemos de ser conscientes de tener en cuenta solo aspectos relacionados con los criterios de selección que emanan de la descripción y análisis del puesto, no realizando inferencias y atribuciones sobre otras características.